# Ворошиловградский областной комитет КП Украины
Ворошиловградский (в 1958—1970, июне—августе 1991 — Луганский) областной комитет КП Украины (укр. Луганський (Ворошиловградський) обласний комітет Комуністичної партії України) — орган управления Ворошиловградской (Луганской) областной партийной организацией КП Украины (1938—1991 годы).
Ворошиловградская область образована 3 июня 1938 года на части территории Донецкой области УССР. Переименована в Луганскую область 5 марта 1958, вновь переименована в Ворошиловградскую область 5 января 1970, снова переименована в Луганскую область 19 июня 1991 года. Центр — г. Ворошиловград (в 1958—1970 и с 1990 — Луганск).

## Первые секретари Ворошиловградского обкома (1938—1958)
7.06-12.11.1938 Любавин Петр Митрофанович
13.11.1938-21.12.1940 Квасов Михаил Егорович
21.12.1940-07.1942 Гаевой Антон Иванович
07.1942-02.1943 (подпольный) Стеценко Степан Емельянович
02.1943-1951 Гаевой Антон Иванович
1951-5.03.1958 Клименко Василий Константинович

## Первые секретари Луганского обкома (1958—1970)
5.03.1958-03.1961 Клименко Василий Константинович
03.1961-01.1963 Шевченко Владимир Васильевич
01.1963-12.1964 (промышленный) Шевченко Владимир Васильевич
01.1963-12.1964 (сельский) Гуреев Николай Михайлович
12.1964-5.01.1970 Шевченко Владимир Васильевич

## Первые секретари Ворошиловградского обкома (1970—1991)
5.01.1970-14.12.1973 Шевченко Владимир Васильевич
14.12.1973-27.02.1987 Гончаренко Борис Трофимович
27.02.1987-14.02.1990 Ляхов Иван Андреевич
26.05.1990-19.06.1991 Онищенко, Анатолий Ильич

## Первый секретарь Луганского обкома (1991)
19.06.-30.08.1991 Онищенко, Анатолий Ильич